# Neoperla tamdao
Neoperla tamdao är en bäcksländeart som beskrevs av Cao och Bae 2007. Neoperla tamdao ingår i släktet Neoperla och familjen jättebäcksländor. Inga underarter finns listade i Catalogue of Life.